# Nannotrigona schultzei
Nannotrigona schultzei är en biart som först beskrevs av Heinrich Friese 1901.  Nannotrigona schultzei ingår i släktet Nannotrigona och familjen långtungebin. Inga underarter finns listade i Catalogue of Life.